# Roman Gajda
Roman Gajda (ur. 10 marca 1908 w Pabianicach, zm. 31 sierpnia 1984) – polski dziennikarz i pisarz samouk.

## Życiorys
Urodził się w rodzinie robotniczej, jego ojciec był tkaczem, matka prządką. Trudne warunki materialne sprawiły, że edukację ukończył na szkole podstawowej. Debiutował w wieku 18 lat wierszami i prozą w „Gazecie Pabjanickiej”. Na krótko przed wybuchem wojny napisał autobiograficzną powieść Miasto mojej młodości, której akcja  dzieje się w Pabianicach. Powieść miała się ukazać nakładem Wydawnictwa „Rój", ale przeszkodził temu wybuch wojny.
W czasie okupacji ukrywał się przed policją niemiecką za wydrukowanie artykułu ośmieszającego Hitlera. Jeszcze pod koniec wojny znalazł zatrudnienie w redakcji „Głosu Ludu", a następnie w Polskiej Agencji Wydawniczej. 
W 1948 r. ukończył powieść fantastycznonaukową Ludzie ery atomowej. Postawiony przed koniecznością jej przeredagowania zgodnie z nakazami socrealizmu zrezygnował z jej wydania. Powieść ukazała się dopiero na fali odwilży w 1957 r. Antoni Smuszkiewicz ocenia, że gdyby powieść ukazała się w roku ukończenia przez autora (rok po Schronie na Placu Zamkowym Ziemięckiego, a 3 lata przed Astronautami Lema), miałaby szansę zainaugurować nowy etap w rozwoju polskiej fantastyki naukowej. Niestety wydanie 9 lat po ukończeniu sprawiło, że w porównaniu z utworami Lema była anachroniczna i nie wywarła wpływu na polską powojenną s-f.
W 1970, mimo braku formalnego wykształcenia filologicznego, opublikował Wybór idiomów angielskich (Wydawnictwo „Wiedza Powszechna”), kilkakrotnie potem wznawiany.
Był także autorem słuchowiska radiowego Tahiti. W rękopisie pozostały jego dzienniki z lat 1945–1960.